# Gang Se-hwang

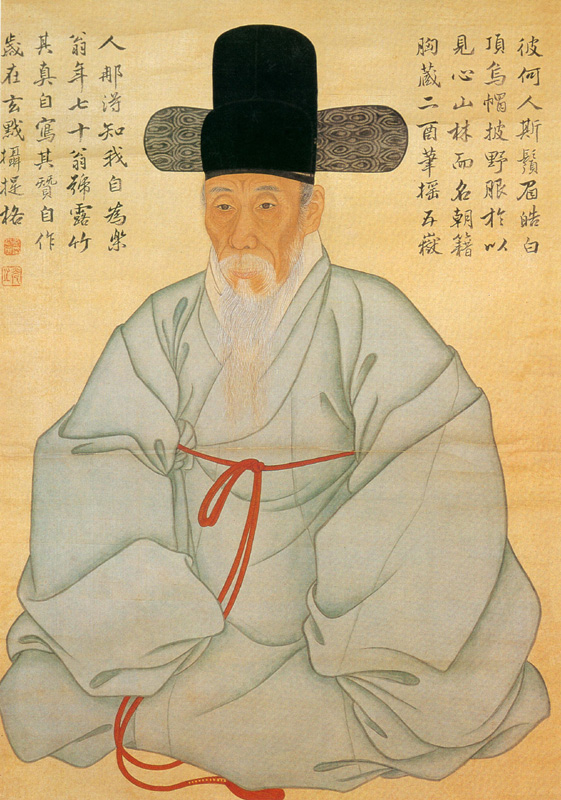
Gang Se-hwang
Hangul - 강세황
Hanja - 姜世晃

Gang Se-hwang o Kang Sehwang (1713-1791) fue un alto funcionario del gobierno, pero también un pintor, calígrafo y crítico de arte muy representativo de la Dinastía Joseon de Corea. 
Nació en Jinju, Gyeongsang del Sur como hijo de Kang Hyeon. Entró en servicio real durante sus sesenta años de edad. Fue perseguido y estableció muninhwa con su propia creatividad.

## Galería de imágenes

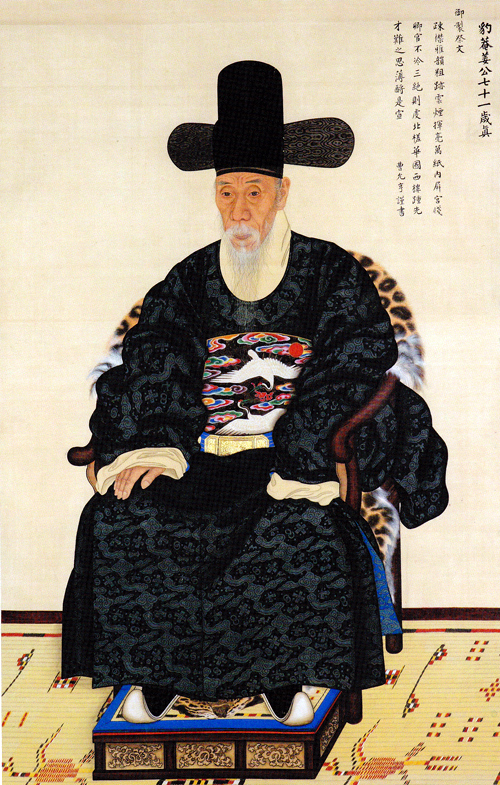
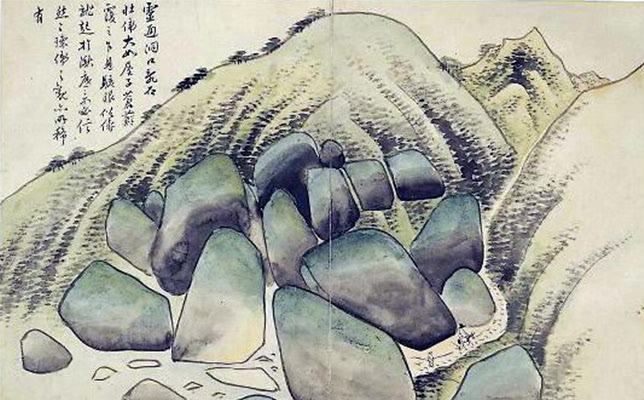

- Wikimedia Commons alberga una categoría multimedia sobre Gang Se-hwang.